# Abd al-Mumin (khan)
Pour les articles homonymes, voir Abd al-Mumin.
Abd al-Mumin, douzième et avant-dernier khan de la dynastie turco-mongole des Chaybanides d'Ouzbékistan, se souleva contre son père Abd Allah Ibn Iskandar, ce qui provoqua une période d’anarchie et la chute de la dynastie chaybanide. Abd al-Mumin régna seulement en 1598, il fut assassiné la même année par l'entourage du khan de Boukhara et Samarcande.
Pîr Muhammad II lui succéda aussitôt mais régna aussi quelques mois seulement.